# Фахардо, Мануэль
Мануэль Фахардо Риверо (исп. Manuel Fajardo Rivero; 8 ноября 1930, Мансанильо — 29 ноября 1960, Тринидад), известен как Пити Фахардо (исп. Piti Fajardo) — кубинский революционер, врач и военный деятель, участник свержения Фульхенсио Батисты и подавления антикоммунистического повстанческого движения. Близкий сподвижник Фиделя Кастро. Убит при подавлении Восстания Эскамбрай.

## Студент-активист
Родился в семье медиков. Его мать Франсиска Риверо, директор гражданской больницы в Мансанильо, была первым в стране врачом афрокубинского происхождения. Была известна в городе как «врач бедняков». В детстве Мануэль Фахардо получил от тёти прозвище Пити, ставшее частью личного имени. Родственники и друзья отмечали, что при сухощавом сложении Пити отличался большой физической силой, которую развил спортивными упражнениями — волейболом, велосипедом, плаванием.
В восемнадцатилетнем возрасте посетил США. Наблюдая расовую дискриминацию, проникся левыми политическими взглядами. Вернувшись на Кубу, окончил медицинский факультет Гаванского университета. Состоял в студенческих организациях, участвовал в демонстрациях против режима Фульхенсио Батисты. С 1955 работал хирургом в гаванской больнице скорой помощи, затем в гражданской больнице Мансанильо. Его руководителем являлся известный медик и левый активист Рене Вальехо Ортис. Пити Фахардо был женат, имел дочь.

## Врач и боец
Мануэль Фахардо был решительным противником диктатуры Батисты. В больнице Мансанильо он вместе с матерью и доктором Вальехо организовал тайное лечение партизан-революционеров. Это стало известно властям, после чего был арестован Вальехо. Освободившись, Вальехо ушёл в Сьерра-Маэстру и примкнул к партизанам Движения 26 июля. Мануэль Фахардо вскоре последовал за ним 24 марта 1958.
В партизанской армии Пити Фахардо являлся военврачом. Занимался лечением раненых, организовывал полевые госпитали, оказывавшие медпомощь также окрестным крестьянам. В революционной армии был учреждён военно-медицинский корпус под руководством Серхио Дель Валье Хименеса, Рене Вальехо Ортиса, Хулио Мартинеса Паэса, Хосе Рамона Мачадо, Мануэля Пити Фахардо.
Наряду с военной медициной, Пити Фахардо участвовал в многочисленных боях с войсками Батисты и планировал военные операции. Хуан Альмейда Боске называл его «бойцом со скальпелем в одной руке и винтовкой в другой». Фидель Кастро высоко ценил Фахардо и поручал ответственные военные задачи. Вместе с командиром партизанской колонны «Симон Боливар» Лало Сардиньясом Пити Фахардо разработал и осуществил план отбрасывания правительственных войск, окружавших формирования Че Гевары и Камило Сьенфуэгоса. Командовал 12-й колонной Четвёртого фронта в районах Лас-Тунаса, Ольгина, Пуэрто-Падре, Хобабо. Имел воинское звание капитана. В январе 1959 вступал в Гавану.

## Деятель революционной власти
После победы Кубинской революции Мануэль Пити Фахардо в звании команданте был назначен директором гражданской больницы Монсанильо, затем директором военного госпиталя Сантьяго-де-Куба. Представлял Кубу на международном медицинском конгрессе в Порту-Алегри (Бразилия). Руководил строительством Школьного городка «Камило Сьенфуэгос» в районе Бартоломе Масо (Орьенте, ныне провинция Гранма). Летом 1960 был личным врачом Фиделя Кастро.
Идейно и политически Пити Фахардо стоял на позициях радикального фиделизма. Он являлся не только врачом и управленцем, но и военно-политическим функционером нового режима. Участвовал в проведении первой аграрной реформы. Руководил захватом повстанческой группы Мануэля Беатона — капитана революционной армии, повернувшего оружие против режима Кастро. Беатон и пятеро его соратников были расстреляны по приговору трибунала.

## Контрповстанчество и смерть
В августе 1960 Пити Фахардо был направлен на подавление повстанческого движения в горном массиве Эскамбрай. Инструктировал его и других командиров лично Фидель Кастро. При его участии был разбит крупный повстанческий отряд, взяты в плен и вскоре расстреляны командиры Синесио Уолш, Порфирио Рамирес, Плинио Прието. В ноябре 1960 Фидель Кастро поручил Пити Фахардо оперативное командование подавлением Восстания Эскамбрай. Основное внимание он уделил зачистке окрестностей Тринидада, где действовали повстанцы Эделя Монтьеля.
29 ноября 1960 в штаб Фахардо поступило сообщение о нападении повстанцев на дом команданте Альфредо Пеньи (цель состояла в захвате оружия). Он немедленно выдвинулся с контрповстанческой командой. В скоротечном боестолкновении Фахардо был смертельно ранен. По одной из версий, причиной гибели стал дружественный огонь одного из его бойцов. Гибель Пити Фахардо стала непосредственным толчком к приказу Фиделя Кастро о массированном наступлении правительственных сил — La Primera Limpia del Escambray — «Первая чистка Эскамбрая».

## Память
Власти Кубы причислили Мануэля (Пити) Фахардо к национальным героям. На траурной церемонии прощания выступал Фидель Кастро. Его мать Франсиска (Панчита) Риверо занимала важные посты в кубинской системе здравоохранения. Именем Фахардо названы населённые пункты и медицинские учреждения. У могилы в Мансанильо ежегодно проводятся памятные мероприятия.